# Vučja Luka (Republika Serbska)
Vučja Luka (cyr. Вучја Лука) – wieś w Bośni i Hercegowinie, w Republice Serbskiej, w mieście Sarajewo Wschodnie, w gminie Istočni Stari Grad. W 2013 roku liczyła 256 mieszkańców.